# هونج شيوشيان
هونج شيوشيان (1 من يناير 1814م - 1 من يونيو 1864م)، سُمي عند مولده باسم هونج رينكان، لُقب بعدها بالاسم المستعار هوشيو (火秀)، كان يتنتمي لشعب الهاكا الصيني. وقاد هونج شيشيان تمرد التايبينغ ضد مملكة تشينغ، مما مكَّنه من إنشاء مملكة تايبينغ السماوية فوق أجزاءٍ مختلفةٍ من جنوب الصين، مع تنصيب نفسه «الملك السماوي (Tian Wang)» وشقيق يسوع المزعوم.